# Lphant
Lphant是一个免费的P2P文件共享客户端软件，支持eDonkey网络和BitTorrent网络。可运行于Microsoft Windows、Linux或Mac OS操作系统。Lphant提供了19种语言的支持。Lphant官方网站域名lphant.com于2009年5月19日被他人获取，现该站上提供了一个自称官方的假Lphant软件，版本号4.0至5.1，实际上是一个iMesh客户端。官方Lphant的最后版本为3.51。

## 功能
Lphant是一个使用eDonkey网络和BitTorrent网络的多协议客户端。也有通过eMule来源交换和连接Kad网络来搜索来源的功能。Lphant支持诸如模糊协议、endgame算法和webcache等正在试验阶段的eD2k功能。